# Bruchwiesen bei Bad Tennstedt
Bruchwiesen bei Bad Tennstedt este o arie protejată (arie specială de conservare — SAC, sit de importanță comunitară — SCI) din Germania întinsă pe o suprafață de 23 ha, integral pe uscat.

## Localizare
Centrul sitului Bruchwiesen bei Bad Tennstedt este situat la coordonatele 51°09′26″N 10°49′21″E / 51.1572°N 10.8225°E.

## Înființare
Situl Bruchwiesen bei Bad Tennstedt a fost declarat sit de importanță comunitară în iunie 2004 pentru a proteja 5 specii de animale. Situl a fost protejat și ca arie specială de conservare în iulie 2008.

## Biodiversitate
Situată în ecoregiunea continentală, aria protejată conține 3 habitate naturale: Ape puternic oligomezotrofe cu vegetație bentonică cu Chara spp., Liziere de ierburi înalte hidrofile de câmpie și de nivel montan până la alpin, Păduri aluvionare cu Alnus glutinosa și Fraxinus excelsior (Alno-Padion, Alnion incanae, Salicion albae).
La baza desemnării sitului se află mai multe specii protejate:
- păsări (4): erete de stuf (Circus aeruginosus), Gallinula chloropus chloropus, sfrâncioc roșiatic (Lanius collurio), gaia roșie (Milvus milvus)
- nevertebrate (1): Vertigo angustior

Pe lângă speciile protejate, pe teritoriul sitului au mai fost identificate 1 specie de amfibieni, 3 specii de mamifere, 8 specii de nevertebrate.